# 필리주어역
필리주어역(Filisur)은 스위스 그라우뷘덴주의 필리주어 지자체에 있는 기차역이다. 래티셰 철도의 1,000mm 미터궤 알불라 및 다보스 플라츠-필리주어선의 교차점에 위치한다. 시간당 서비스는 두 노선 모두에서 운영된다.
현재 필리주어역에는 3개의 플랫폼이 사용 중이다. 쿠어 방면에서 이 노선은 투지스와 티펜카스텔을 통과한다. 그런 다음 필리주어에 도착하기 전에 래티셰 철도의 주요 철도 다리인 슈미텐토벨 고가교 및 란트바서 고가교 중 두 개를 건너게 된다. 다보스에서 필리주어로 다보스에서 출발하는 열차는 필리주어에 진입하기 직전에 비젠 고가교를 유사하게 건너게 된다.

## 운행편
필리주어에서 정차하는 서비스는 다음과 같다.
- 빙하특급 : 체르마트와 생모리츠 사이를 하루에 여러 번 왕복.
- 베르니나 익스프레스 : 쿠어와 티라노 사이를 하루에 여러 번 왕복.
- 인터레기오 : 쿠어와 생모리츠 사이를 매시간 운행한다.
- 레기오 :
  - 다보스 광장까지 매시간 운행.
  - 쿠어와 생모리츠 사이의 제한된 서비스.

## 갤러리

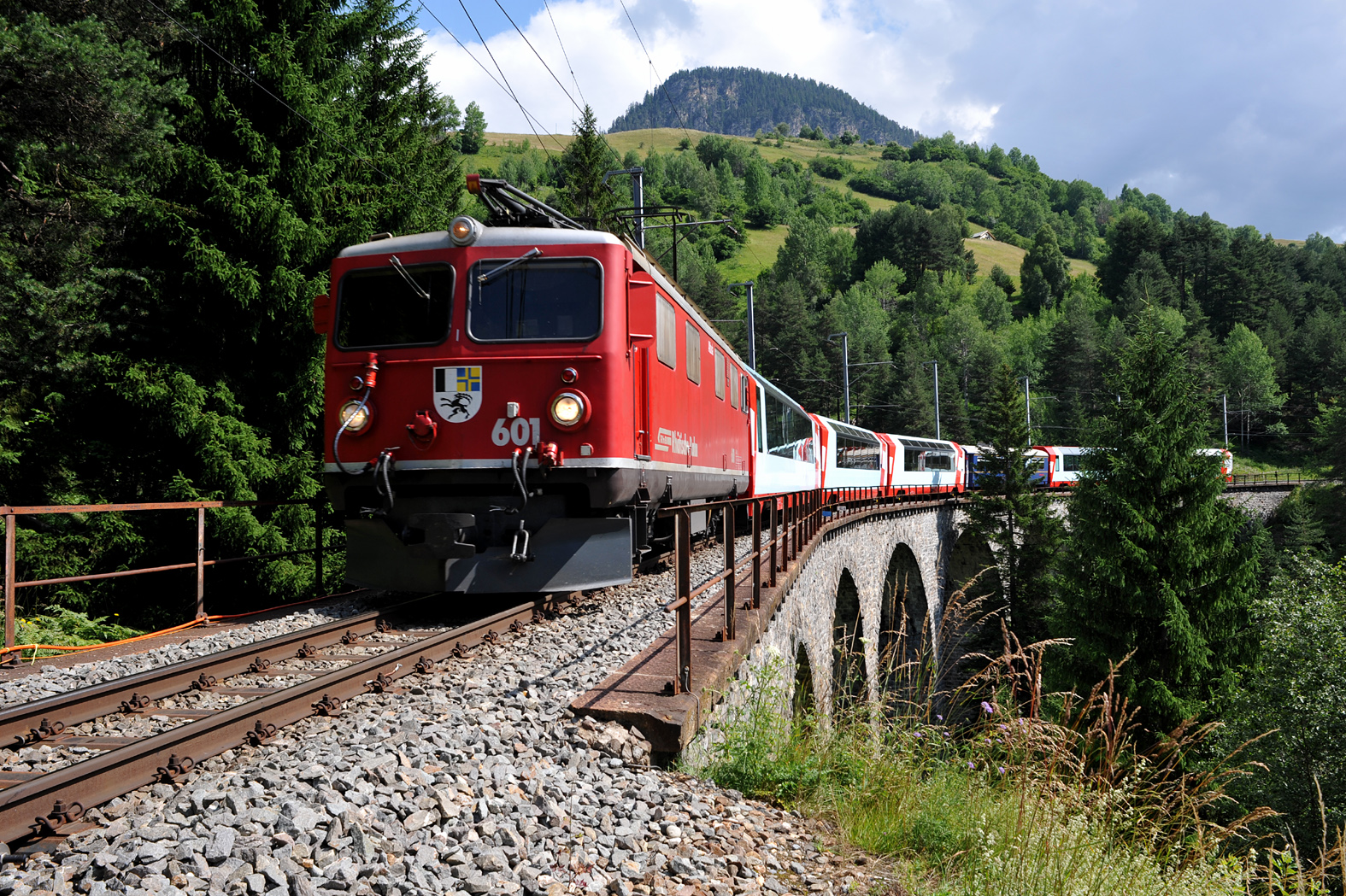
슈미텐토벨 고가교
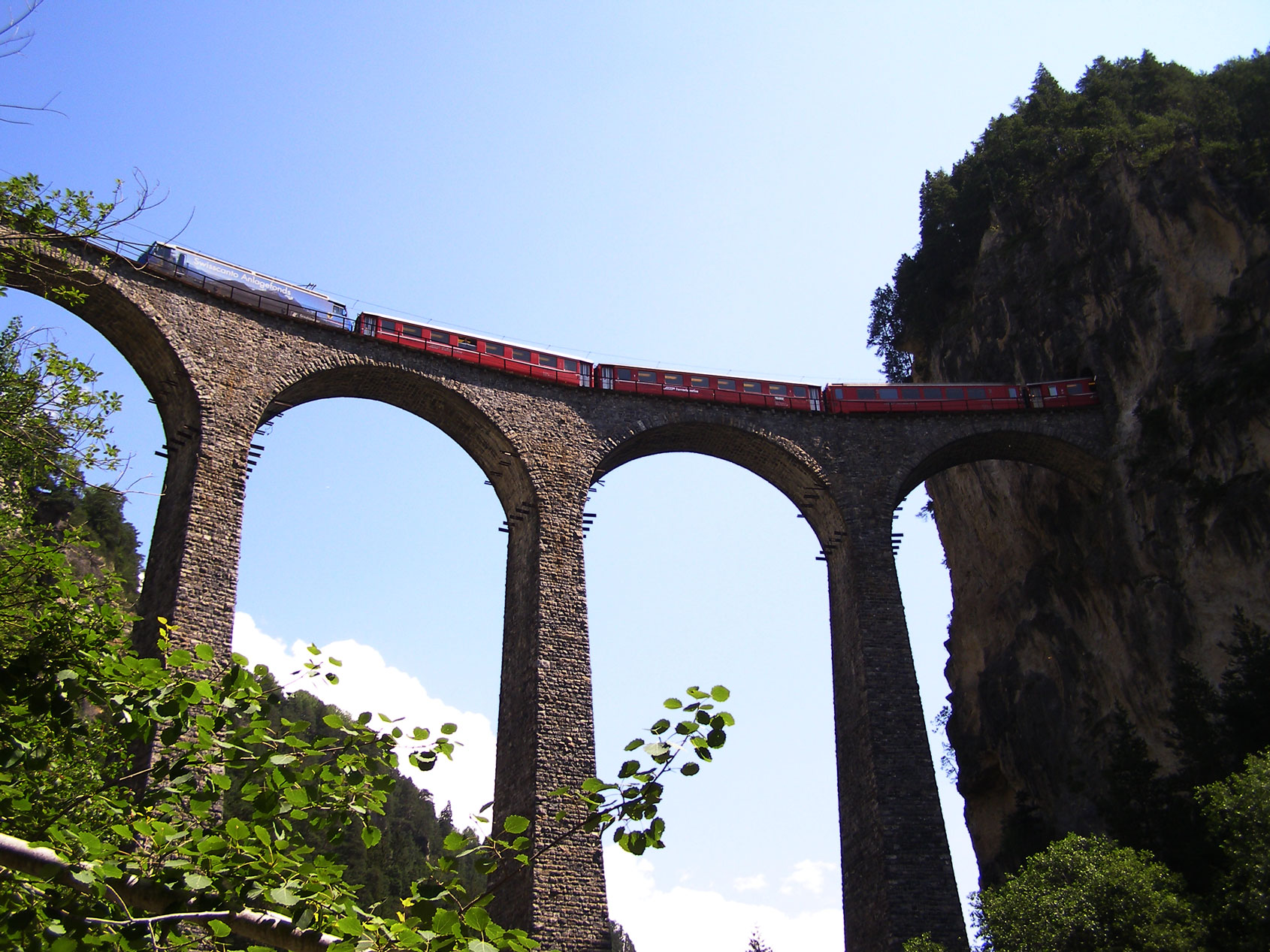
란트바서 고가교
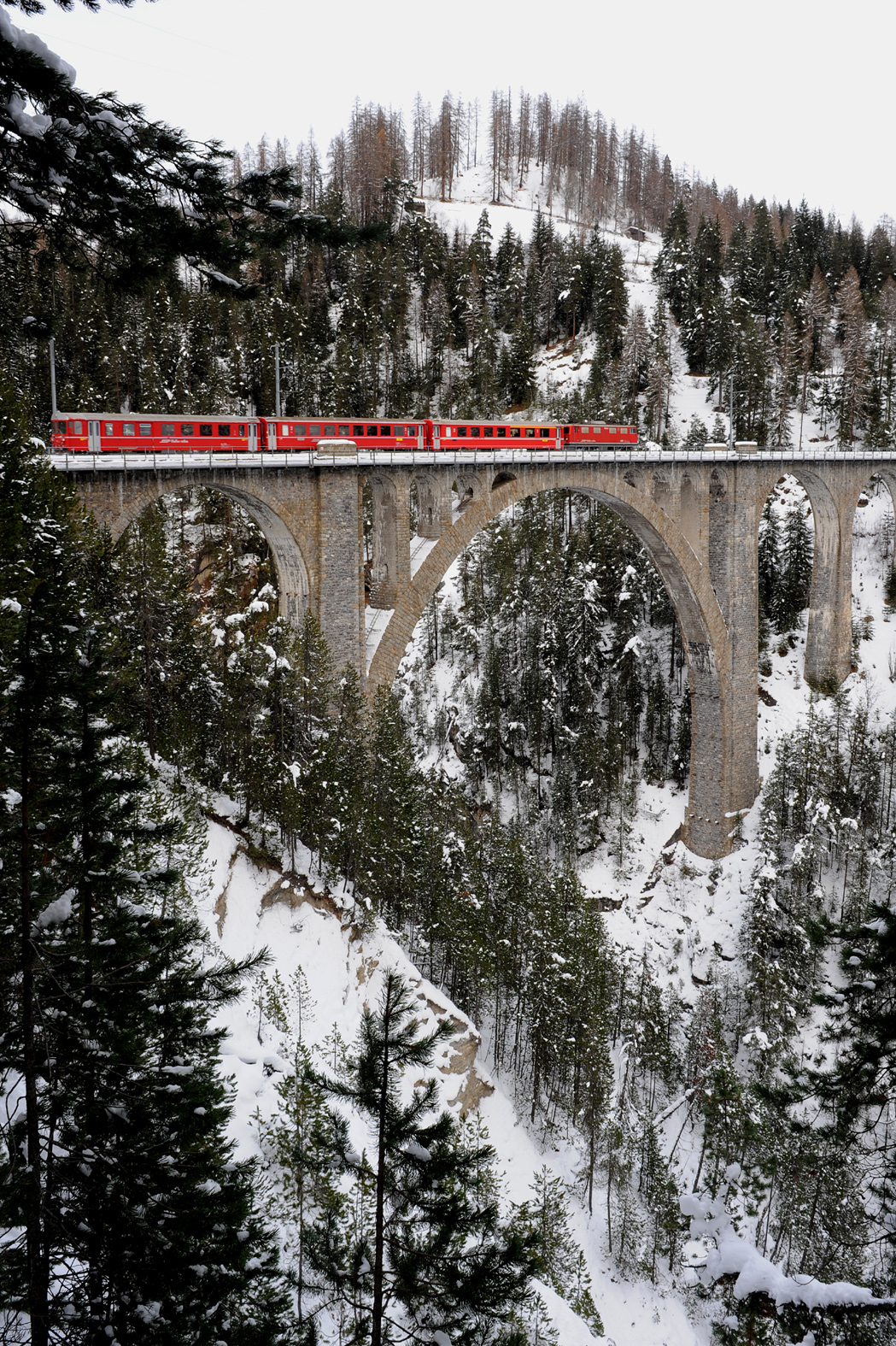
비젠 고가교